# セシリア・アヴ・スヴェーリエ
セシリア・アヴ・スヴェーリエ（Cecilia av Sverige, 1807年6月22日 - 1844年1月27日）は、オルデンブルク大公パウル・フリードリヒ・アウグストの3番目の妃。ドイツ語名ではツェツィーリエ・フォン・シュヴェーデン（Cäcilie von Schweden）と呼ばれた。
スウェーデン王グスタフ4世アドルフと王妃フリーデリケの次女としてストックホルムで生まれた。姉にバーデン大公妃ソフィア・ヴィルヘルミナがいる。
1831年にホルシュタイン＝ゴットルプ家の同族で父の又従弟に当たるパウル・フリードリヒ・アウグストと結婚、3子をもうけた。
- アレクサンダー・フリードリヒ・グスタフ（1834年 - 1835年）
- ニコラウス・フリードリヒ・アウグスト（1836年 - 1837年）
- アントン・ギュンター・フリードリヒ・エリマー（1844年 - 1895年）